# Starokolínská rovina
Starokolínská rovina je geomorfologický podokrsek České tabule v okrese Kolín a Kutná hora nacházející se po obou stranách řeky Labe v okolí obce Starý Kolín.

## Umístění a geomorfologie
Starokolínská rovina je jednotkou geomorfologického celku Středolabská tabule, podcelku Čáslavská kotlina a okrsku Žehušická kotlina. Takto je označován rovinatý pás země podél obou břehů Labe ze západu ohraničený přibližně hranicí zástavby města Kolína, kde navazuje Nebovidská tabule a Sadská rovina, a z východu svahy Chvaletické pahorkatiny tj. podcelku Železných hor. Severní okraj tvoří přibližně na linii obcí Konárovice – Lžovice svahy Bělušické plošiny. Jižní hranice s Mikulášskou a Církvickou kotlinou není v terénu jasně vymezena a probíhá souběžně s Labem jižně od obce Starý Kolín.

## Vodstvo
Přirozenou osu tvoří Starokolínské rovině tok řeky Labe s četnými slepými rameny. V prostoru roviny se do ní vlévají významnější přítoky Doubrava a Klejnárka. Rozsáhlou vodní plochou je jezero Sandberg v jejím západním zakončení. Vzácná vodní fauna a flóra je chráněna ve dvojici slepých ramen nacházejících se severovýchodně od Kolína v rámci přírodní památky Kolínské tůně.

## Vegetace
Největší plochu Starokolínské roviny zaujímají pole. V okolí Labe se v prostoru slepých ramen vyskytují početné nivní louky s pozůstatky původního lužního lesa. Nejvýznamnější lokalita tohoto typu se nachází v její východní části u Záboří nad Labem a je chráněna jako přírodní rezervace Na hornické. Vyskytují se zde i borové lesy.

## Komunikace
Nejvýznamnějšími komunikacemi procházejícími Starokolínskou rovinou jsou ty, jež spojují Kolín s Pardubicemi. Jedná se především o železniční trať Kolín - Česká Třebová a silnici II/322. Kolín, Starý Kolín, rezervaci Na hornické a Záboří nad Labem spojuje i žlutě značená trasa KČT 6155.

## Zástavba
Kromě kolínské průmyslové zástavby, která zasahuje do Starokolínské roviny od západu, a obce Starý Kolín se zde nachází již jen běžná zástavba vesnic. Kromě výše uvedených se jedná o Tři Dvory a Veletov.